# Compsa montana
Compsa montana är en skalbaggsart som beskrevs av Martins 1971. Compsa montana ingår i släktet Compsa och familjen långhorningar. Inga underarter finns listade i Catalogue of Life.